# Valskaftet

Valskaftet är ett fjäll beläget i Valskaftets domänreservat i södra Oviksfjällen i Jämtland. Dess höjd är 1002 meter över havet.